# Dębie (województwo kujawsko-pomorskie)
Dębie – kolonia w Polsce położona w województwie kujawsko-pomorskim, w powiecie wąbrzeskim, w gminie Płużnica. Należy do sołectwa Józefkowo.
W latach 1975–1998 miejscowość administracyjnie należała do województwa toruńskiego. Jest to część wsi Józefkowo. Leży nad długim, wąskim lasem. Znajduje się tam przystanek PKS Józefkowo. Autobus do szkoły w Płużnicy jest tam o 7:45, natomiast do Gimnazjum w Nowej Wsi Królewskiej o 6:40.
W latach 1939 - 1942 dotychczasową nazwą wsi było Dembie, lecz po przeprowadzonej zamianie nazw miejscowości w Okręgu Rzeszy Gdańsk-Prusy Zachodnie, w latach 1942 - 1945 nazywała się Demmhof.